# Castello di Savignone
Il castello di Savignone è una ex-fortezza e residenza padronale sita nel comune di Savignone, oggetto nei secoli anche di battaglie ed assedi. I suoi resti sorgono su un roccione di rocce sedimentarie clastiche, note come conglomerato di Savignone, e sovrastano da un'altezza di 150 metri il borgo, nell'alta valle Scrivia.
La struttura è sottoposta a vincolo di tutela sin dal 1910 ed è sotto la Soprintendenza per i beni archeologici della Liguria dal 1939.

## Architettura

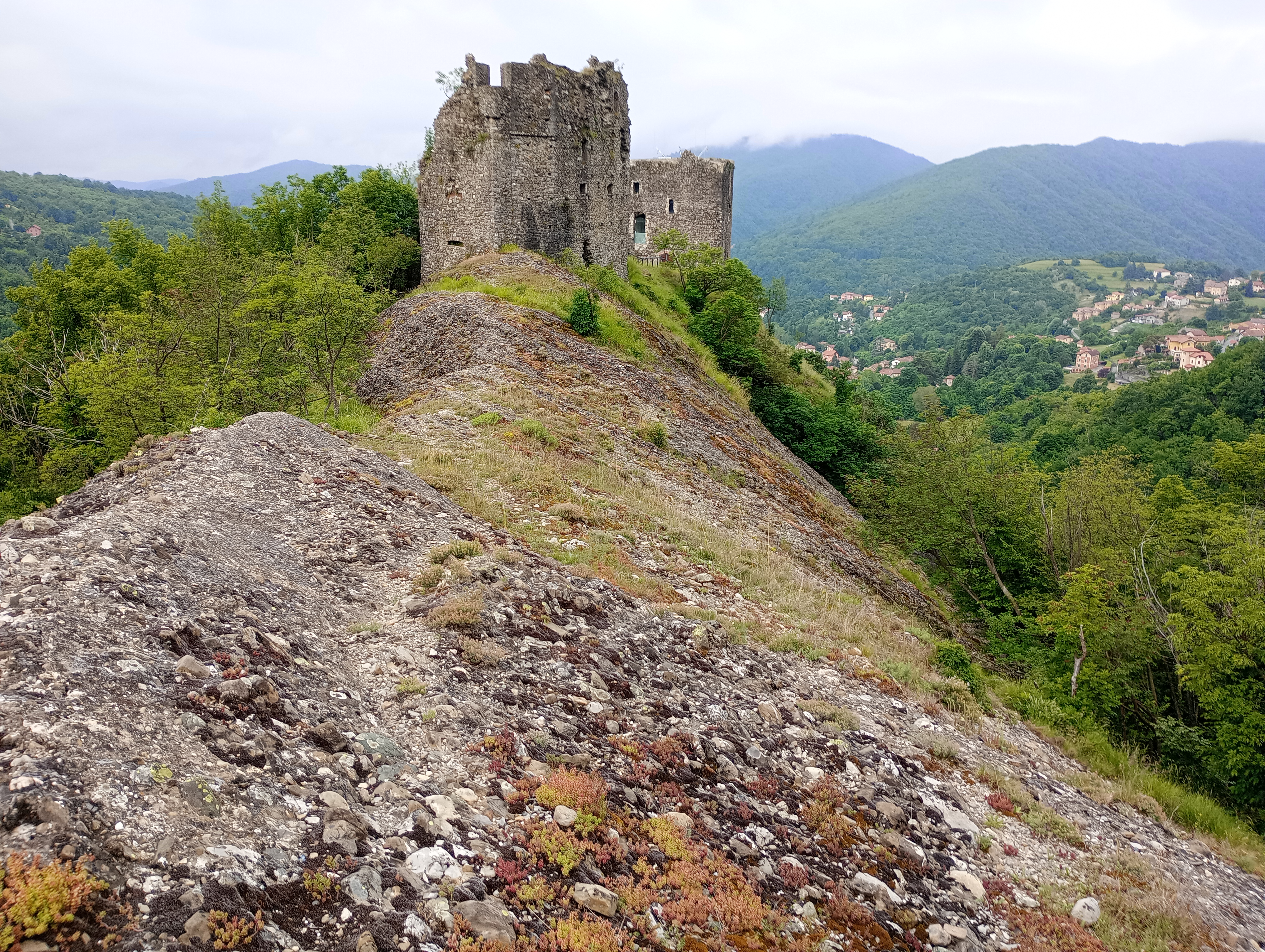
Visuale da Nord

Il suo recinto murario è rafforzato a meridione dalla torre o bastione semicircolare e difeso naturalmente dall'altro lato dal precipizio.
La torre collocata all'estremo meridionale, è massiccia, con una pianta a "ferro di cavallo", cioè rettilinea verso l'interno e circolare verso l'esterno delle mura. Parzialmente intatta nei primi piani all'esterno, dove si apre con un finestrone al piano superiore e una cannoniera al piano dei sotterranei.
Questa tipologia, adatta a sostenere l'assalto delle prime bocche da fuoco era affine a quella delle quattro torri che affiancavano il vicino castello di Montoggio, nella ristrutturazione di quest'ultimo da parte di Sinibaldo Fieschi. In quel caso si trattava di quattro torri angolari, dal perimetro esterno a pianta curvilinea. Erano modi ripresi dalle ultime novità, in Genova quelle delle fortezze della Briglia e di Castelletto, nel Quattrocento. All'interno questa torre conserva ancora un tratto di scala e resti degli incavi dei camini ai piani primo e secondo.
Il castello è strutturato su due livelli in alzato, in base al terrapieno del bastione e agli ambienti sotterranei o seminterrati a esso collegati, sfruttando il ripiano del roccione su cui si erge. In pianta al centro della cinta muraria sta il cortile, che corrispondeva alla piazza scoperta in cui si radunavano i militi. A esso si accede da una angusta scala che viene dai sotterranei.
Nella parte settentrionale del castello sono i resti dell'abitazione padronale, con finestroni ampi ad altezza elevata.
I sotterranei sono scavati nella puddinga e si articolano in un ampio stanzone che era riservato ai soldati, chiuso da due lati dal muraglione perimetrale, e in una cisterna per l'acqua.
Ultimi proprietari furono i marchesi Crosa di Vergagni, eredi dei Fieschi dal matrimonio di Nicolò e Carlotta Fieschi; oggi il castello è di proprietà comunale.
Sul lato sud è il torrione, strutturato su due livelli; a nord i resti dell'abitazione signorile, munita a grande altezza di piccole finestre; al centro, ciò che rimane di una piazzola per i soldati, raggiungibile attraverso una stretta scala proveniente dai sotterranei.

## Storia

### Fondazione e proprietà del comune di Tortona
La data di costruzione del castello è usualmente collocata nel 1207, quando è citata la sua fondazione da parte dei Tortonesi che vi tennero a castellano un certo Ogerio (1207-1210). Lo storico ottocentesco Ferdinando Gabotto, riportava nei suoi atti numerosi giuramenti di fedeltà rilasciati dai Savignonesi al comune di Tortona. La sua fondazione potrebbe tuttavia essere precedente, in base all'interpretazione di alcuni documenti: la bolla papale del pontefice Adriano IV del 1157, il Privilegium di Federico Barbarossa (marzo 1176), in cui quello di Savignone si troverebbe tra i castelli riconfermati al comune di Tortona.

### I Marabotto
La proprietà passò da Tortona alla famiglia genovese dei Marabotto, passaggio citato dal giurista ecclesiastico Giacomo Giscardi. Si trattava di una variazione d'ambito, da Tortona a Genova. I Marabotto erano infatti una famiglia che, originaria del sobborgo di Bavari tra la valle del torrente Sturla e la val Bisagno, aveva dato numerosi personaggi in vista al comune: tre consoli (Guglielmo nel 1106, Ruggiero nel 1167 e 1169 all'epoca della costruzione della Porta Soprana, Nicolò nel 1195 e 1207), un giudice (1120), vari comandanti (Ruggero a capo di galee e fanti nel 1167 e 1169, Federico capitano con altri di nove galee contro i ghibellini nel 1330) e, ambasciatori a Roma, Lucca, Firenze all'epoca delle guerre con Pisa per la contesa di Lerici (1256).
Lo stemma dei Marabotto, nella codificazione araldica, veniva indicato dallo storico e araldista Giovan Battista di Crollalanza come:
Pur esistendo una contrastante definizione data dal Fransoni:

### Gli Spinola
Marabotto di Marabotto, nel gennaio 1157, sottomettendosi agli ordini dei consoli di Genova, si spogliò di tutti i propri domini e vendette il castello di Savignone, con relativa giurisdizione, signoria, pedaggio, a Guglielmo Spinola, vendita annotata fra i documenti raccolti da Arturo Ferretto. Successivi atti del 22 e 23 giugno 1222 annullarono tale vendita; l'erede di Marabotto, Martino di Marabotto, vendette allora nuovamente il castello il 29 giugno 1236 a Folco di Castello.
Lo riebbe di nuovo Guglielmo Spinola, ma durante le lotte tra le fazioni divenne fuoruscito. Mandò allora il figlio con due fidi ambasciatori presso l'imperatore Federico II di Svevia per rendergli omaggio e convincerlo ad attaccare Genova. In risposta, il Podestà di Genova, Corrado di Concesso, lo attaccò nel 1242 con le milizie della Repubblica di Genova in tutti i suoi castelli, tra i quali quello di Savignone e quello di Costapelata (Santo Stefano d'Aveto).
Secondo lo storico Emanuele Celesia, Corrado di Concesso occupò senza sforzi Savignone, mentre per l'annalista Maestro Bartolomeo al Podestà venne consegnato senza combattere il castello di Ronco Scrivia nel marzo 1242, e solo dopo una trattativa coi castellani di Savignone e Costapelata, il 22 aprile, otteneva prendendone possesso di persona i due castelli, segno che questi avevano opposto una iniziale resistenza.

### I Fieschi
Poco dopo il castello passò ai Fieschi. Allontanato Guglielmo Spinola, i Visconti del ramo di Savignone giurarono fedeltà a Genova, il 7 maggio 1242. Avvenne in breve il passaggio ai Fieschi, che possedettero il castello per il periodo più lungo rispetto a tutte le altre casate.
Vennero in possesso sia del castello sia del borgo di Savignone, composto dalle case che attorniavano la piazza centrale. Presso il borgo era presente un antico monatero dedicato a San Salvatore, dipendente dal vescovo di Lodi e non da quello di Tortona che in quel periodo era in secondo piano. La contesa tra i vescovi di Lodi e Tortona risaliva alla nomina di papa Martino I del giugno 883 a Lodi, ribadita dalla sentenza del vescovo Olrico di Milano nel dicembre 1125, in base alla quale il vescovo di Lodi, Opizzone, si era recato personalmente nel monastero. Un altro vescovo milanese, Robaldo – dato riferito dalle raccolte di Ferdinando Gabotto e Vincenzo Legé – riconfermava tale proprietà contro le richieste del vescovo di Tortona. Il complesso era provvisto di una corte sulla quale si affacciavano le celle dei monaci, e che poteva accogliere 30 persone e 40 cavalli. Il convento era diretto da un priore per la chiesa, e per l'ospedale da un altro prelato, che da un atto del 16 novembre 1191, in base al Ferreto, risulta essere un certo Tedisio.
Vicino al borgo era già sita la cappella di San Rocco. A questi insediamenti si aggiungevano le ville sparse, un altro ospedale in Vallecalda sul passaggio della via per l'Oltregiogo passante per i feudi imperiali, che valicava l'Appennino ligure per il passo del Pertuso (nell'area presso il successivo santuario di Nostra Signora della Vittoria).
Per questa collocazione, a chiusura della via per l'Oltregiogo genovese che passava attraverso i feudi imperiali, Savignone ebbe nei secoli XII-XIII un ruolo strategico, e molti suoi paesani si trasferirono a Genova, attivando vari commerci. Un castellano di Savignone, fece particolare carriera: nel 1233 fu nominato ambasciatore in Siria dai Consoli genovesi per le trattative con Enrico I del Regno di Cipro, per un patto di alleanza e reciproca difesa.
I Fieschi risultavano padroni di Savignone certamente nel 1253. La data è precisata dai documenti raccolti dallo storico Luigi Tommaso Belgrano, stando ai quali Giacomo Fieschi, conte di Lavagna e figlio di Obizzo Fieschi, nonché capostipite del ramo di Savignone, era proprietario del castello e degli annessi territori. Giacomo Fieschi era un personaggio in vista: nel 1244 era stato uomo della scorta di papa Innocenzo IV (pontefice proveniente dalla stessa famiglia Fieschi) a Civitavecchia; nel 1248 aveva acquistato beni in Sestri Levante e Lavagna; entro il 1253 era stato consigliere della repubblica genovese. La conferma che fosse definitivamente signore di Savignone è data dal documento che il 6 ottobre 1256 lo vedeva redigere un contratto con Runfredo de Sena relativo a opere del castello savignonese. Il possesso potrebbe tuttavia risalire a data antecedente, dato che lo stesso impresario aveva in precedenza stipulato un contratto col padre di Giacomo, Obizzo Fieschi.
Nel castello fliscano trovò probabilmente rifugio anche Isabella Fieschi, dama nota per la grande beltà, dopo la sua fuga da Milano. Isabella era andata in moglie a Luchino Visconti, dal quale era poi fuggita. Dopo la morte di Luchino, forse per avvelenamento al quale Isabella non sarebbe stata estranea, per sfuggire ai cugini Bernabò, Galeazzo e Matteo, abbandonò Milano dichiarando che il di lei figlio Luchinello era figlio del cugino Galeazzo Visconti anziché del marito Luchino, probabilmente per sfuggire alla contesa ereditaria milanese. Isabella, detta Fosca, era figlia di Carlo Fieschi, nipote del pontefice Adriano V. Stando alla genealogia di Federici, infatti suo padre Carlo Fieschi era fratello del pontefice Ottobono Fieschi, entrambi figli di Nicolò di Tedisio, capostipite del ramo dei Fieschi di Torriglia.

### Ulteriori passaggi di proprietà
Nel 1361 i Fieschi vendettero il castello ad Andronico Boccanegra. Da allora il castello passò più volte di mano. Andronico Boccanegra lo vende nel 1392 ad Antoniotto Adorno; da questi viene ceduto alla Repubblica di Genova che lo tenne dal 1429 al 1432.
Il ramo dei Fieschi di Savignone in questo periodo condividette le sorti con il ramo dei Fieschi di Torriglia, e sotto il dominio su Genova dei Visconti dovette rifugiarsi a Roma. Solo dopo la morte di Gian Galeazzo Visconti nel 1476 i Fieschi poterono riemergere.

### Il ritorno del castello ai Fieschi
Nel 1478 il castello tornò definitivamente fra i domini dei Fieschi, dai quali in ultimo, per via ereditaria, passò solo alla metà dell'Ottocento alla famiglia dei Crosa di Vergagni.
La morte di Galeazzo Maria Sforza nel 1476 lasciò via libera alle famiglie vessate dal duca. Matteo Fieschi, figlio di Daniello, del ramo Fieschi di Savignone, rientrò nel marzo 1477 in Genova al comando delle milizie fliscane, assieme a Giovanni Giorgio del ramo dei Fieschi di Torriglia, con il quale ne condivideva il comando. Entrarono in Genova al grido di "Libertà!". Tornò da Roma anche Obietto Fieschi, e insieme si batterono per la cacciata da Genova degli Sforza.
Nel 1478 i Fieschi riconquistarono i loro castelli. Gian Galeazzo Maria Sforza tentò di impedirlo intervenendo con un esercito di 16.000 fanti, ma Giovanni Luigi Fieschi lo costrinse alla ritirata; i soldati del duca si rifugiarono allora nei castelli di Montoggio e di Savignone. I Fieschi, dopo un breve assedio, presero Savignone e catturarono i militi assediati. Li scambiarono in riscatto con Obietto Fieschi, che nel frattempo a Milano era stato coinvolto in una congiura contro la vedova di Galeazzo Maria Sforza, la duchessa Bona di Savoia.
Dal 1478 in poi, pertanto, Savignone andò a Ettore Fieschi, dal quale passò poi al figlio Matteo. Matteo fu personaggio in vista nella repubblica genovese, presso cui ricoprì vari incarichi, nel governo fu in varie occasioni Anziano, fu inoltre uno degli istitutori del Monte di Pietà nel 1483, appena istituito dal beato Angelo da Chivasso.
Matteo Fieschi morì senza eredi maschi, e Savignone passò quindi al fratello Giacomo, unico superstite tra i fratelli del defunto. Giacomo Fieschi era pure un personaggio in vista nella conduzione della cosa pubblica genovese: fu tra i riformatori del 1465, anno dell'abolizione delle fazioni guelfa e ghibellina, nonché ambasciatore presso il pontefice, il Duca di Milano, e fu anche commissario dell'Oltregiogo.

### Gli effetti della congiura di Gian Luigi Fieschi del 1547
Savignone, nel disastro della famiglia Fieschi successivo alla congiura di Gian Luigi ai danni di Andrea Doria, si salvò. Al contrario del castello di Montoggio che fu distrutto e di altri castelli che furono ceduti ai Doria dall'imperatore Carlo V d'Asburgo, esso rimase ai Fieschi. Sotto la famiglia fliscana restò sino alla soppressione dei feudi imperiali imposta dalla Repubblica Ligure nel 1798.
Il mantenimento del dominio sul castello fu possibile perché il conte Ettore Fieschi, del ramo di Savignone, non prese parte alla congiura, e la sua non partecipazione fu riconosciuta da Carlo V e premiata con la donazione del feudo. Durante la tentata congiura di Gian Luigi, quando non si sapeva ancora della morte in Darsena dell'artefice dell'insurrezione, Ettore Fieschi era rimasto con il Senato genovese, e assieme ad Agostino Lomellino, al Giustiniani, ad Ambrogio Spinola, al Balbiani, aveva avviato i preliminari di trattativa per stornare i congiurati dal loro intento.
La situazione si precisò nel 1564, quando Savignone fu smembrato di un ottavo, ovvero la parte che sarebbe dovuta andare al defunto ribelle Gian Luigi Fieschi, ed eretta in feudo. I Fieschi vi restarono e continuarono ad avere le prerogative di nominare l'amministrazione della giustizia, il podestà, i vari magistrati, e di emanare le leggi e gli statuti.

### Gli eventi del 1625
Il castello venne ancora coinvolto nell'invasione della Repubblica di Genova tentata nel 1625 dal Duca di Savoia.
Carlo Emanuele I aveva mandato il figlio Vittorio Amedeo ad attaccare le Riviere e il figlio illegittimo Carlo Felice a condurre le truppe che giungevano dall'Oltregiogo. Questo secondo contingente, calato attraverso la val Lemme, conquistato Gavi e Voltaggio, aveva deviato su Savignone, che aveva facilmente preso anche grazie alla collaborazione delle numerose bande di briganti dell'area, presenti all'epoca anche in tutto l'entroterra ligure.
Da Savignone preparò l'assalto a Genova, intendendo entrare in val Polcevera attraverso la Vallecalda, da San Bartolomeo e scendendo per la valle del torrente Secca. Ma i polceveraschi avevano cominciato ad attaccare sulle montagne le truppe sabaudo piemontesi. Questi eventi si risolsero con la sconfitta dei piemontesi nella battaglia al passo del Pertuso, tra la Vallecalda e la valle di Montanesi, per il quale evento fu eretto sul passo il santuario della Vittoria.
I contadini arrivarono a fare una preda di 500 buoi a danno delle truppe piemontesi e avevano persino assediato il castello di Savignone nel quale si era asserragliato lo sconfitto Carlo Felice. Il duca padre, Carlo Emanuele di Savoia, venne a salvarlo con 500 armati, che raggiunsero con una marcia forzata Savignone e presero un'ultima volta il castello, potendo riportare Carlo Felice in Piemonte.

### La decadenza dell'Oltregiogo
L'eredità savignonese di Ettore Fieschi giunse ai pronipoti Innocenzo e Gerolamo Fieschi, che la divisero tra loro in due parti nel 1678. A Innocenzo spettava la parte di Croce e a Gerolamo quella di Savignone con il castello.
A Gerolamo succedette nel 1680 il conte Urbano Fieschi, che riunì sotto il suo dominio anche le località di Vallecalda, Casella, Avosso, Agneto, Gabbie, Ponte, Prelo, Monte Maggio, Sorrivi e tutta la val Brevenna con Frassinello, Caserza, Frassineto, Ternano, Clavarezza, Vaccarezza, Chiappa, Senarega, Cerviasca, Tonno, Nenno, Casareggio, Carsi, Mareta.
Tuttavia la zona era in decadenza. La val Brevenna restò un'area fondamentalmente contadina, dalla quale nell'Ottocento iniziò l'emigrazione verso le città e l'estero, e il castello di Savignone, persa la funzione residenziale già nel XV secolo, iniziò il suo declino strategico. Fu il destino comune dei feudi minori dell'Oltregiogo, che amministrativamente scomparvero con la soppressione dei feudi imperiali in epoca napoleonica.
Il castello di Savignone perse le sue funzioni strategiche e i suoi usi, perciò già dal Seicento si trovò a essere più volte rifugio di bravi o banditi. Divenne ancora prigione e, infine, cadde nell'inutilizzo sotto l'ingiuria del tempo.

### Sito storico-culturale

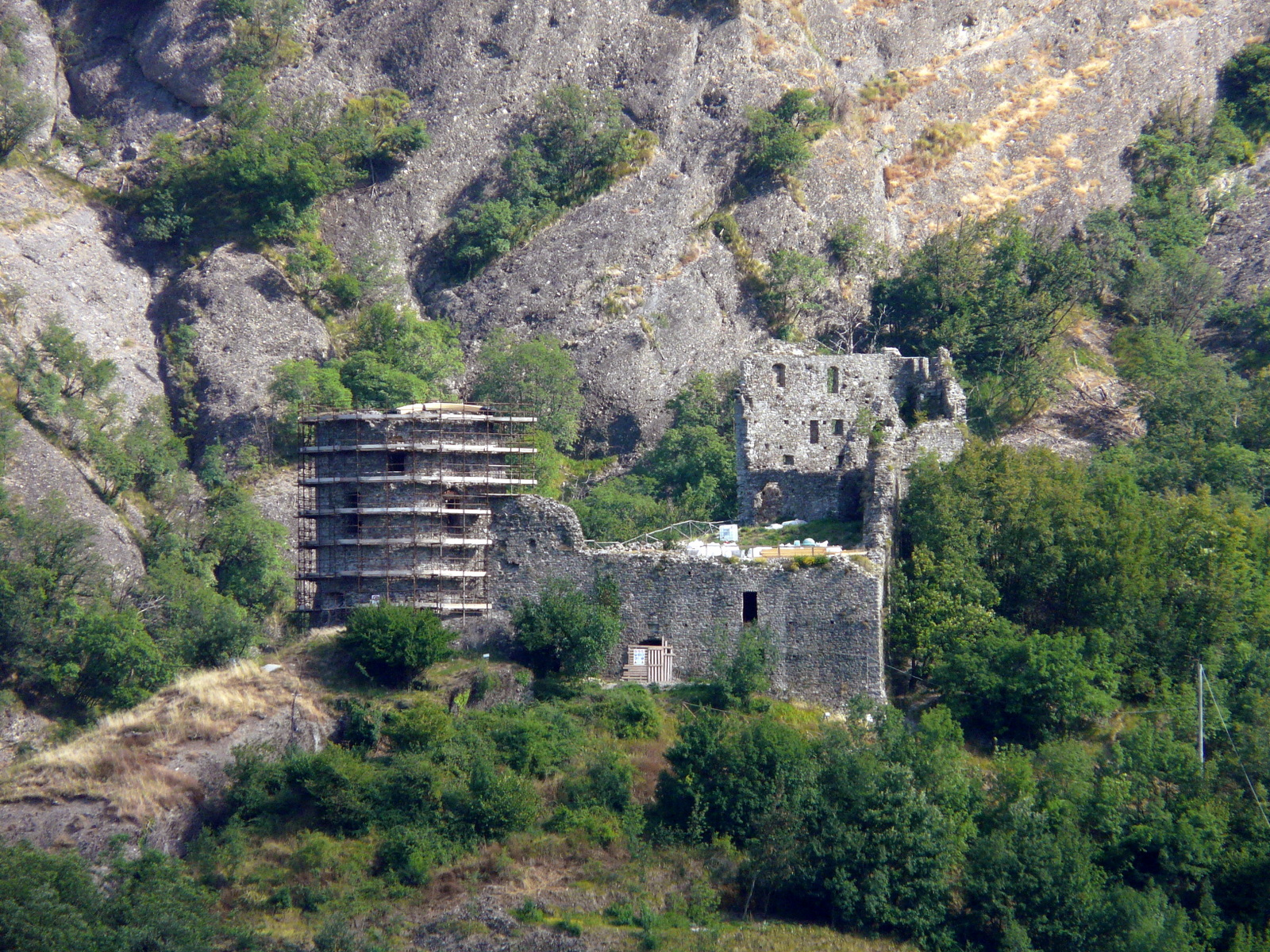
Il castello durante l'opera di restauro (2013).

Dopo l'unità d'Italia, nel 1910 i resti del castello furono sottoposti a vincolo tutela, con nota ministeriale del 25 aprile fatta pervenire al marchese Nicolò Crosa Di Vergagni, e poi con ulteriore nota del 28 aprile 1937 al marchese Agostino Crosa di Vergagni. Apposito decreto fu emesso dalla Soprintendenza per i beni archeologici della Liguria il 9 ottobre 2000.
Primi interventi di recupero della struttura si ebbero negli anni 1980, col consolidamento delle murature di fondazione della parte sud e di quelle del bastione a ovest, oltre alla rimozione di macerie.
Un progetto più concreto di restauro conservativo, invece, si concretizzò grazie al fondo europeo di sviluppo regionale 2007-2013, con un finanziamento di quasi mezzo milione di euro. Con tali fondi, all'inizio dell'estate 2013 il comune avviò i lavori di messa in sicurezza dei resti e di riutilizzo funzionale di parte del castello. Il restauro si concentrò sul vano voltato d'ingresso, la corte e la torre a ferro di cavallo, con un intervento realizzato in carpenteria metallica leggera, che permise anche una analisi più dettagliata della stratigrafia cronologica e dello sviluppo architettonico della struttura.
Dal 2015 il sito è periodicamente inserito in eventi di carattere storico-culturale, con una parte di senstiero didattico allestito dal naturalista Ugo De Cresi col gruppo Zampe libere.